# Кашикара (биљка)
Кашикара (Cochlearia officinalis) или жљичњак је 15-30cm висока двогодишња или вишегодишња разграната зељаста биљка. Спонтано расте у умереном и хладном климатском појасу Земље, највише у близини морских и океанских обала Холарктика, и на појединим сланим теренима западне и средње Европе — нпр. у вегетацијским (биљним) заједницама класе Asteretea tripolii Westh. et Beeft. in Westh. et al. (1962). Цветови су беле боје, ситни, 3-5,5 mm у пречнику, сакупљени у гроздасте цвасти. Плод је љушчица. Семе је дужине 1,5mm. Број хромозома је 2n = 24.
У култури се јавља по целој Европи. Кашикара спада у исту ботаничку, хемијску и фармакодинамску групу као и рен. Употребљава се свежа биљка, јер ако се остави да се осуши, изгуби љутину, која се иначе јавља кад се свежа биљка гњечи прстима и тада мирише као слачица. Садржи витамин Ц, мирозин и сумпорни гликозид кохлеарин, који хидролизом даје једну врсту слачичног уља. Етарско уље у хомеопатији служи као средство које поправља метаболизам и као диуретик. Иначе, кашикара је народни лек против разних болести.